# El Higo (kommun)
El Higo är en kommun i Mexiko.   Den ligger i delstaten Veracruz, i den sydöstra delen av landet, 270 km norr om huvudstaden Mexico City. Antalet invånare är 18 392. Arean är 357 kvadratkilometer.
Terrängen i El Higo är platt.
Följande samhällen finns i El Higo:
- El Higo
- El Hoxton
- Cuve de Badeas
- Estero Grande
- Cuve de los Marcos
- Vega del Paso
- Vega de los Marcos
- Primera Ampliación del Chote
- Segunda Ampliación del Chote